# Ftalid
Ftalid je organická sloučenina patřící mezi laktony, která je základní jednotkou řady složitějších sloučenin, jako jsou barviva (například fenolftalein), fungicidy (například tetrachloroftalid) a přírodní oleje (butylftalid a další).

## Použití
Ftalid se používá při výrobě několika léčiv, mezi ně patří isoxepac, vatalanib a hydralazin, a také pesticidů, jako je kresoxim-methyl.
Me být též použit na přípravu mnoha jiných látek, například pipethiadenu.

## Příklady

Fenolftalein
Tetrachlorftalid
Butylftalid